# گربه کور
گربه کور فیلمی به کارگردانی  و نویسندگی سردار ساگر محصول سال ۱۳۴۸ است.

## خلاصه داستان
زن و مرد شروری تصمیم به نابودی خانواده‌ای متمول دارند تا بدین طریق صاحب ثروت زیادی شوند اما رانندهٔ خانواده مانع بزرگ آنهاست...

## بازیگران
- پروین غفاری
- منوچهر طایفه
- داریوش طلایی
- لی‌لی
- حسین اشراق
- فرنگیس فروهر
- اسدالله یکتا
- لیلا فروهر